# Heleobia
Heleobia is een geslacht van weekdieren uit de klasse van de Gastropoda (slakken).

## Soorten
- Heleobia andicola (d'Orbigny, 1835)
- Heleobia aponensis (Martens, 1858)
- Heleobia australis (d'Orbigny, 1835)
- Heleobia carcotensis Collado, Valladares & Méndez, 2016
- Heleobia charruana (d'Orbigny, 1840)
- Heleobia conexa (M. C. Gaillard, 1974)
- Heleobia deserticola Collado, 2015
- Heleobia isabelleana (d'Orbigny, 1840)
- Heleobia kuesteri (Strobel, 1874)
- Heleobia loaensis (Biese, 1947)
- Heleobia opachensis (Biese, 1947)
- Heleobia parchappii (d’Orbigny, 1835)
- Heleobia robusta da Silva & Veitenheimer-Mendes, 2004